# Rosalie Sjöman

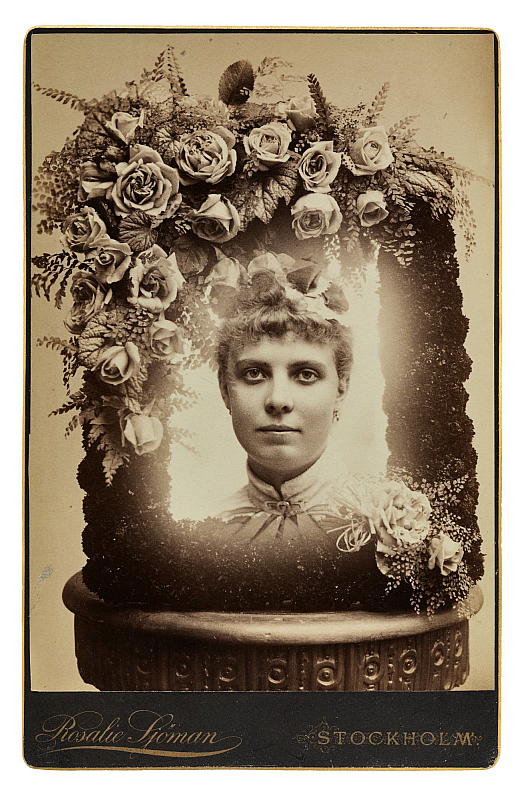
Rosalie Sjöman: Alma, asi 1880

Rosalie Sofie Sjöman (rozená Hammarqvist, 16. října 1833, Kalmar – 25. ledna 1919 Stockholm) byla jedna z prvních švédských fotografek. Od poloviny 60. let 19. století se stala jednou z nejuznávanějších portrétních fotografek ve Stockholmu.

## Životopis
Sjöman, narozená 16. října 1833 v Kalmaru na jihu Švédska, byla dcerou Johna Petera Hammarqvista, kapitána obchodního námořnictva. Když jí bylo 22 let, provdala se za kapitána Svena Sjömana, který byl o 15 let starší než ona. Po přestěhování do Stockholmu v roce 1857 měl pár dva syny a dceru. Když její manžel v roce 1864 zemřel na alkoholismus, pracovala jako asistentka fotografa Carla Johana Malmberga, který v roce 1859 založil jedno z prvních fotografických ateliérů ve městě. Později jeho studio převzala a provozovala jej pod svým vlastním jménem.
Sjöman si brzy získala reputaci jedné z nejlepších stockholmských portrétních fotografek. Nakonec zaměstnala asi deseti asistentů a otevřela studia v Kalmaru, Halmstadu a Vaxholmu . Rovněž se zajímala o nejnovější techniky, natírala své obrazy tenkým filmem kolódia, aby získala lesklý efekt. Produkovala také barevné portréty s tónováním, z nichž několik lze vidět ve stockholmském Severském muzeu . Muzeolog Artur Hazelius v roce 1877 koupil do své sbírky 26 autorčiných děl, čtyři roky poté, co založil muzeum. Příklady jejích portrétů lze vidět také v Královské knihovně.
V roce 1875 se provdala za fotografa Gustafa Fredrika Diehla, který působil ve finském Vyborgu. Po porodu třetího syna a druhé dcery se v roce 1881 přestěhovala se svými pěti dětmi do Regeringsgatanu, kde otevřela nové studio, které se brzy od Diehla oddělilo. Na začátku 80. let 20. století pořídila svůj nejslavnější portrét, fotografii své dcery Almy obklopené růžemi. Pokračovala v provozování studia na Regeringsgatanu až do roku 1905.
Sjöman zemřela ve Stockholmu v roce 1919 ve věku 86 let. Je připomínána jako jedna z prvních švédských profesionálních fotografek spolu s Emmou Schenson v Uppsale, Hildou Sjölin v Malmö a Wilhelminou Lagerholm v Örebro.
Patřila k průkopnické generaci profesionálních fotografek ve Švédsku po Britě Sofii Hesseliusové : ve stejnou dobu, kdy se stala aktivní, Hedvig Söderström ve Stockholmu (1857), Emma Schenson v Uppsale a Wilhelmina Lagerholm v Örebro (1862), mimo jiné, staly se prvními profesionálními fotografkami ve svých městech: v šedesátých letech 19. století to bylo nejméně 15 potvrzených fotografek ve Švédsku, z nichž tři, Rosalie Sjöman, Caroline von Knorring a Bertha Valerius, patřící k elitě jejich profese.

## Galerie

Anna Pettersson
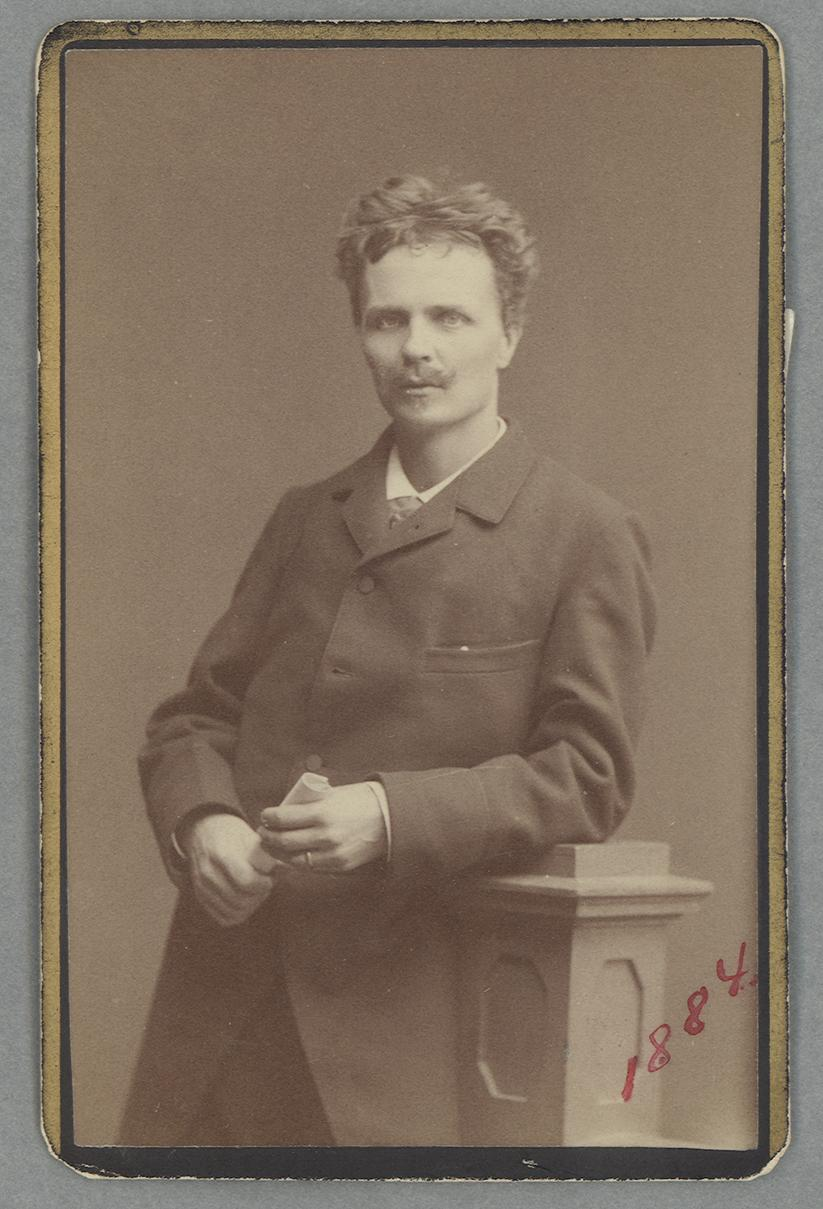
August Strindberg
Beata Lundqvist
Charlotte Strandberg
Clara Rylander
Helga Frankenfeldt
Hilma Frankenfeldt
Olefine Moe
Olefine Moe
Olefine Moe
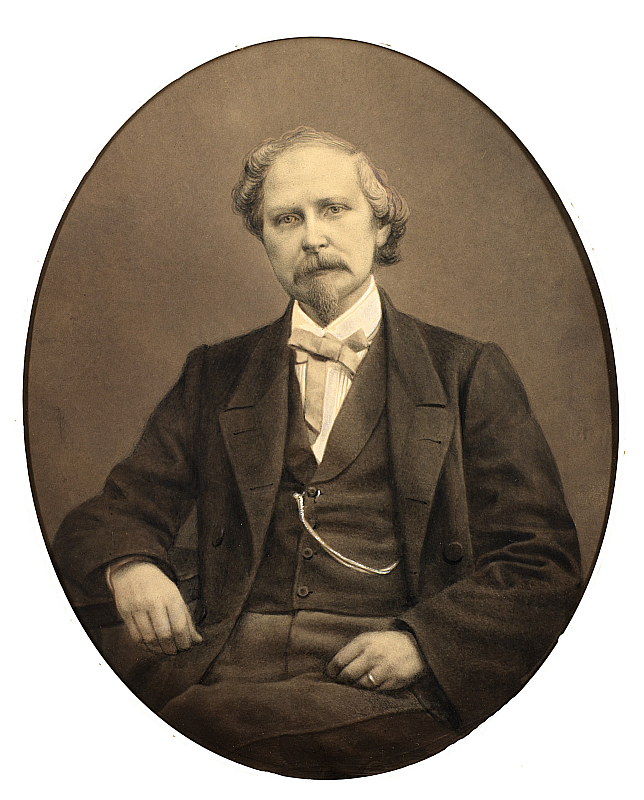
Sjökapten Sven Sjöman, asi 1860
Thyra Holmlund
Valborg Fröberg
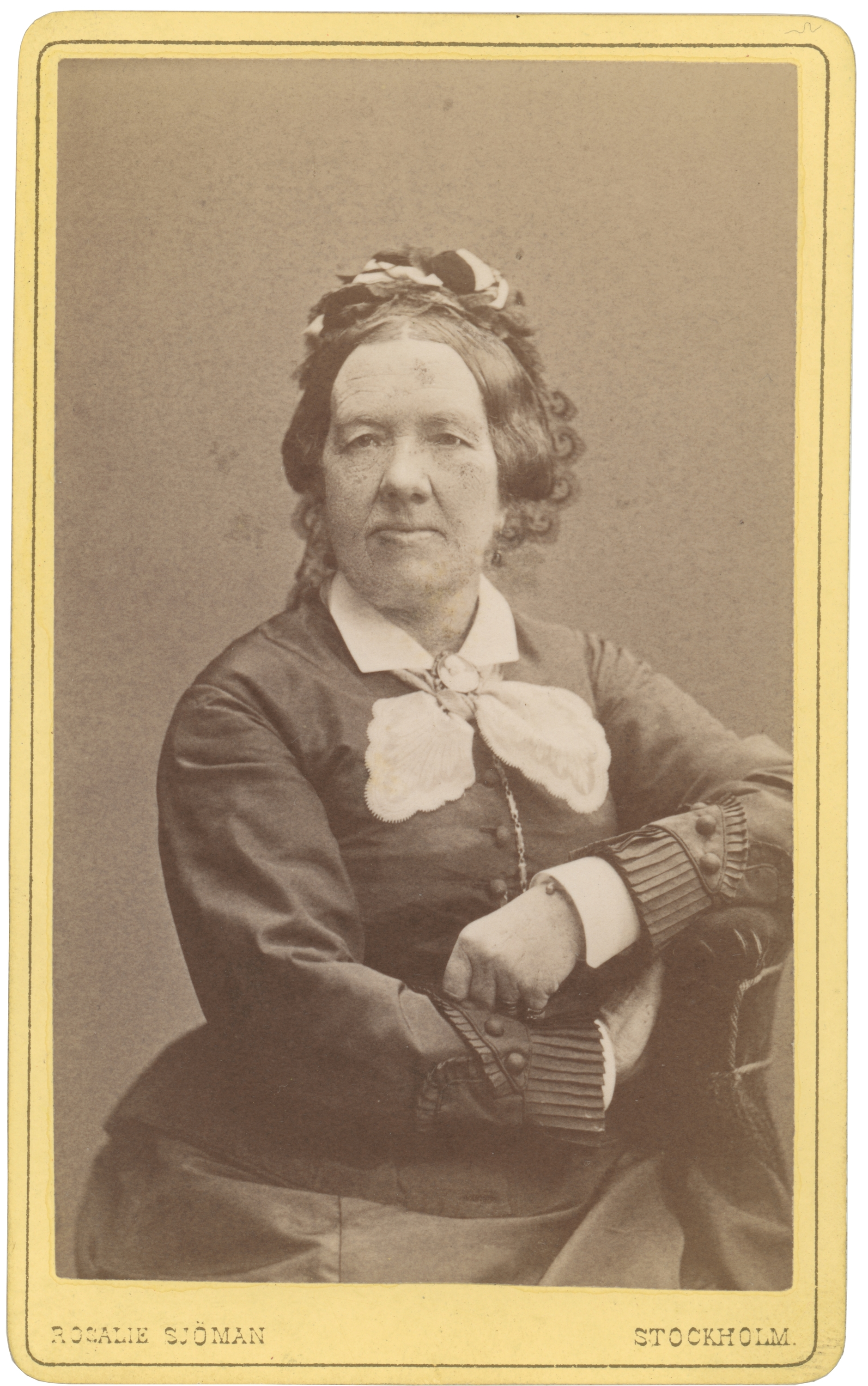
Wilhelmina Gravallius